# Aleksander Łukowski
Aleksander Łukowski herbu Jelita – pisarz ziemski krakowski w 1610 roku, poseł na sejm 1627 roku, marszałek sejmiku województwa krakowskiego w 1626 roku.
Poseł na sejm 1625 roku. Poseł na sejm warszawski 1626 roku z województwa krakowskiego.